# Recep Peker
Recep Peker (ur. 5 lutego 1889 w Stambule, zm. 1 kwietnia 1950 tamże) – turecki wojskowy i polityk kemalistowski. Sekretarz generalny Wielkiego Zgromadzenia Narodowego Turcji (1920-1923), następnie w latach 1924–1943 na różnych stanowiskach ministerialnych. Premier Turcji (1946-1947).